# Любомировское сельское поселение (Омская область)
Любомировское се́льское поселе́ние — муниципальное образование в Таврическом районе Омской области Российской Федерации.
Административный центр — село Любомировка.

## История
Статус и границы сельского поселения установлены Законом Омской области от 30 июля 2004 года № 548-ОЗ «О границах и статусе муниципальных образований Омской области».

## Население
| 2010  | 2011  | 2012  | 2013  | 2014  | 2015  | 2016  |
| ----- | ----- | ----- | ----- | ----- | ----- | ----- |
| 1966  | ↗1972 | ↘1967 | ↗1975 | ↘1960 | ↘1944 | ↘1942 |
| 2017  | 2018  | 2019  | 2020  | 2021  | 2023  |       |
| ↘1931 | ↘1897 | ↘1870 | ↘1851 | ↗1879 | ↘1853 |       |

## Состав сельского поселения
| № | Населённый пункт | Тип населённого пункта       | Население |
| - | ---------------- | ---------------------------- | --------- |
| 1 | Березовка        | деревня                      | ↘203      |
| 2 | Веселые Рощи     | деревня                      | ↘490      |
| 3 | Гончаровка       | деревня                      | ↘60       |
| 4 | Любомировка      | село, административный центр | ↗1213     |